# Giải bóng đá nữ U19 quốc gia 2015
Giải bóng đá nữ U19 quốc gia 2015 là giải bóng đá nữ dành cho lứa tuổi dưới 19 tuổi ở Quốc gia Việt Nam, đây là mùa giải thứ 9 do VFF tổ chức. Giải bóng đá Nữ lứa tuổi 19 Quốc gia 2015 sẽ diễn ra 2 lượt trong đó lượt đi diễn ra từ ngày 6/8 đến 15/8/2015 còn lượt về sẽ diễn ra từ ngày 20/8 đến 29/8/2015 với sự tham gia của 5 đội bóng: Hà Nội, Thành phố Hồ Chí Minh, Phong Phú Hà Nam, Than Khoáng sản Việt Nam, Mộc Châu Sơn La. Tất cả các trận đấu đều diễn ra trên sân vận động Hà Nam, Thành phố Phủ Lý, tỉnh Hà Nam.

## Điều lệ giải đấu
Số Lượng
- Đội được đăng ký tối đa 7 quan chức (Trưởng đoàn, các Huấn luyện viên và cán bộ khác) và tối đa 25 cầu thủ.
- Trong mỗi trận đấu Đội được quyền đăng ký tối đa 20 cầu thủ (11 chính thức và 9 dự bị) và chỉ được phép thay thế tối đa 3 cầu thủ.

Phương thức thi đấu
Năm Đội thi đấu vòng tròn hai lượt (lượt đi và lượt về) tập trung để tính điểm, xếp hạng.
Cách tính điểm, xếp hạng
- Đội thắng được 3 điểm, đội hoà được 1 điểm, đội thua được 0 điểm. Tính tổng số điểm của các Đội đạt được để xếp thứ hạng.
- Nếu có từ hai Đội trở lên bằng điểm nhau, thứ hạng các Đội sẽ được xác định như sau: trước hết sẽ tính kết quả của các trận đấu giữa các Đội đó với nhau theo thứ tự: Tổng số điểm, hiệu số của tổng số bàn thắng trừ tổng số bàn thua, tổng số bàn thắng. Đội nào có chỉ số cao hơn sẽ xếp trên.[3].

## Kết quả chi tiết

### Vòng 1
| Ngày 6 tháng 8 năm 2015 | Than Khoáng Sản Việt Nam    | 2 - 0    | Mộc Châu Sơn La | Phủ Lý, Hà Nam |  |
| 15:00                   | Nguyễn Thị Vạn (21) 18' 65' | Chi tiết |                 | Sân vận động: Sân vận động Hà Nam Trọng tài: Lê Thị Thanh Mai Trợ lý trọng tài: Đặng Thị Siêm Trợ lý trọng tài: Lê Thị Hoàng Oanh Trọng tài bàn: Trần Quốc Thịnh |  |

| Ngày 6 tháng 8 năm 2015 | Phong Phú Hà Nam | 2 - 0    | Thành phố Hồ Chí Minh                         | Phủ Lý, Hà Nam |  |
| 17:00                   |                  | Chi tiết | Huỳnh Cẩm Mỹ (34) 71' · Phạm Thúy An (58) 79' | Sân vận động: Sân vận động Hà Nam Trọng tài: Ngô Đắc Tiến Trợ lý trọng tài: Hà Thị Phượng Trợ lý trọng tài: Nguyễn Thị Thu Huyền Trọng tài bàn: Lê Thị Hoa |  |

### Vòng 2
| Ngày 8 tháng 8 năm 2015 | Mộc Châu Sơn La                                    | 2 - 1    | Phong Phú Hà Nam           | Phủ Lý, Hà Nam |  |
| 15:00                   | Lê Thị Thùy Trang (9) 32'' · Lê Hồng Vân (27) 60'' | Chi tiết | Nguyễn Thị Quỳnh (13) 86'' | Sân vận động: Sân vận động Hà Nam Trọng tài: Trần Quốc Thịnh Trợ lý trọng tài: Vũ Thanh Tú Trợ lý trọng tài: Hà Thị Phượng Trọng tài bàn: Ngô Đắc Tiến |  |

| Ngày 8 tháng 8 năm 2015 | Hà Nội                                             | 1 - 2    | Than Khoáng Sản Việt Nam                                   | Phủ Lý, Hà Nam |  |
| 17:00                   | Hoàng Thị Mười (17) 15'' · Biện Thị Hằng (13) 69'' | Chi tiết | Nguyễn Thị Trúc Hương (7) 9'' 46'' · Hà Thị Nhài (23) 12'' | Sân vận động: Sân vận động Hà Nam Trọng tài: Bùi Thị Thu Trang Trợ lý trọng tài: Lê Thị Hoàng Oanh Trợ lý trọng tài: Đặng Thị Siêm Trọng tài bàn: Lê Thị Thanh Mai |  |

### Vòng 3
| Ngày 11 tháng 8 năm 2015 | Than Khoáng Sản Việt Nam                                                                                                | 2 - 2    | Thành phố Hồ Chí Minh                                                                                  | Phủ Lý, Hà Nam |  |
| 15:00                    | Nguyễn Thị Trúc Hương (7) 22'' 88'' · Hà Thị Nhài (23) 31'' · Bùi Thị Thúy (12) 49'' · Nguyễn Thị Thúy Hằng (10) 90'+1' | Chi tiết | Lê Hoài Lương (5) 60'' · Cù Thị Huỳnh Như (6) 56'' · Lê Thị Hồng Tươi (32) 56'' Lê Hoài Lương (5) 87'' | Sân vận động: Sân vận động Hà Nam Trọng tài: Ngô Đắc Tiến Trợ lý trọng tài: Lê Thị Hoàng Oanh Trợ lý trọng tài: Hà Thị Phượng Trọng tài bàn: Bùi Thị Thu Trang |  |

| Ngày 11 tháng 8 năm 2015 | Hà Nội                     | 2 - 0    | Mộc Châu Sơn La | Phủ Lý, Hà Nam |  |
| 17:00                    | Bùi Thị Trang (8) 8'' 74'' | Chi tiết |                 | Sân vận động: Sân vận động Hà Nam Trọng tài: Lê Thị Hoa Trợ lý trọng tài: Nguyễn Thị Thu Huyền Trợ lý trọng tài: Vũ Thanh Tú Trọng tài bàn: Lê Thị Thanh Mai |  |

### Vòng 4
| Ngày 13 tháng 8 năm 2015 | Hà Nội | 5 - 1    | Phong Phú Hà Nam                                            | Phủ Lý, Hà Nam |  |
| 15:00                    | Hoàng Thị Mười (17) 13'' · Bạch Thu Hiền (14) 40'' · Biện Thị Hằng (13) 55'' · Nguyễn Thanh Huyền (3) 63'' · Nguyễn Kiều Diễm (9) 89'' | Chi tiết | Nguyễn Thị Thùy Dung (21) 39'' · Trần Thị Hải Yến (24) 63'' | Sân vận động: Sân vận động Hà Nam Trọng tài: Bùi Thị Thu Trang Trợ lý trọng tài: Đặng Thị Siêm Trợ lý trọng tài: Vũ Thanh Tú Trọng tài bàn: Trần Quốc Thịnh |  |

| Ngày 13 tháng 8 năm 2015 | Thành phố Hồ Chí Minh                                                           | 3 - 2    | Mộc Châu Sơn La                                         | Phủ Lý, Hà Nam |  |
| 17:00                    | Lê Thị Hồng Tươi (32) 14'' · Lê Hoài Lương (5) 42'' · Nguyễn Thị Ngọc (49) 77'' | Chi tiết | Đoàn Thị Thanh Tâm (10) 11'' · Đinh Thị Duyên (11) 74'' | Sân vận động: Sân vận động Hà Nam Trọng tài: Lê Thị Hoa Trợ lý trọng tài: Lê Thị Hoàng Oanh Trợ lý trọng tài: Nguyễn Thị Thu Huyền Trọng tài bàn: Ngô Đắc Tiến |  |

### Vòng 5
| Ngày 15 tháng 8 năm 2015 | Thành phố Hồ Chí Minh | 0 - 5    | Hà Nội Phong Phú Hà Nam | Phủ Lý, Hà Nam |  |
| 15:00                    |                       | Chi tiết | Nguyễn Thanh Huyền (3) 8'' · Nguyễn Thị Vân Anh (12) 25'' · Nguyễn Kiều Diễm (9) 45'+1' · Bùi Thị Trang (8) 50'' · Nguyễn Kim Anh (21) 80'' | Sân vận động: Sân vận động Hà Nam Trọng tài: Trần Quốc Thịnh Trợ lý trọng tài: Vũ Thanh Tú Trợ lý trọng tài: Nguyễn Thị Thu Huyền Trọng tài bàn: Lê Thị Hoa |  |

| Ngày 15 tháng 8 năm 2015 | Phong Phú Hà Nam | 0 - 1    | Than Khoáng Sản Việt Nam                                                                                      | Phủ Lý, Hà Nam |  |
| 17:00                    |                  | Chi tiết | Nguyễn Thị Vạn (21) 63'' · Vũ Thị Hồng Nhung (25) 16'' · Ngô Thùy Dung (8) 23'' · Trần Thị Thùy Dung (9) 60'' | Sân vận động: Sân vận động Hà Nam Trọng tài: Lê Thị Thanh Mai Trợ lý trọng tài: Hà Thị Phượng Trợ lý trọng tài: Đặng Thị Siêm Trọng tài bàn: Bùi Thị Thu Trang |  |

### Vòng 6
| Ngày 20 tháng 8 năm 2015 | Hà Nội                                                                      | 3 - 1    | Phong Phú Hà Nam                                        | Phủ Lý, Hà Nam |  |
| 15:00                    | Bạch Thu Hiền (14) 12'' · Bùi Thị Trang (8) 32'' · Nguyễn Kim Anh (21) 80'' | Chi tiết | Trần Thị Duyên (19) 62'' · Nguyễn Thị Ngọc Lan (6) 49'' | Sân vận động: Sân vận động Hà Nam Trọng tài: Lê Thị Thanh Mai Trợ lý trọng tài: Vũ Thanh Tú Trợ lý trọng tài: Đặng Thị Siêm Trọng tài bàn: Lê Thị Hoa |  |

| Ngày 20 tháng 8 năm 2015 | Than Khoáng Sản Việt Nam     | 0 - 0    | Thành phố Hồ Chí Minh  | Phủ Lý, Hà Nam |  |
| 17:00                    | Nguyễn Thị Ngọc Lê (24) 89'' | Chi tiết | Lê Hoài Lương (5) 26'' | Sân vận động: Sân vận động Hà Nam Trọng tài: Ngô Đắc Tiến Trợ lý trọng tài: Hà Thị Phượng Trợ lý trọng tài: Lê Thị Hoàng Oanh Trọng tài bàn: Trần Quốc Thịnh |  |

### Vòng 7
| Ngày 22 tháng 8 năm 2015 | Phong Phú Hà Nam             | 0 - 3    | Than Khoáng Sản Việt Nam                              | Phủ Lý, Hà Nam |  |
| 15:00                    | Nguyễn Thị Minh Anh (3) 85'' | Chi tiết | Nguyễn Thị Vạn (21) 17'' 30'' · Hà Thị Nhài (23) 28'' | Sân vận động: Sân vận động Hà Nam Trọng tài: Trần Quốc Thịnh Trợ lý trọng tài: Lê Thị Hoàng Oanh Trợ lý trọng tài: Đặng Thị Siêm Trọng tài bàn: Lê Thị Thanh Mai |  |

| Ngày 22 tháng 8 năm 2015 | Mộc Châu Sơn La            | 1 - 3    | Hà Nội                                                                                                 | Phủ Lý, Hà Nam |  |
| 17:00                    | Lê Thị Thùy Trang (9) 57'' | Chi tiết | Nguyễn Kiều Diễm (9) 34'' · Hoàng Thị Mười (17) 68'' · Bùi Thị Trang (8) 72'' · Cao Thị Hạnh (16) 64'' | Sân vận động: Sân vận động Hà Nam Trọng tài: Bùi Thị Thu Trang Trợ lý trọng tài: Nguyễn Thị Thu Huyền Trợ lý trọng tài: Vũ Thanh Tú Trọng tài bàn: Lê Thị Hoa |  |

### Vòng 8
| Ngày 25 tháng 8 năm 2015 | Hà Nội                                                         | 3 - 0    | Thành phố Hồ Chí Minh | Phủ Lý, Hà Nam |  |
| 15:00                    | Bạch Thu Hiền (14) {{Goa[\|3'}} 76'' · Biện Thị Hằng (13) 25'' | Chi tiết |                       | Sân vận động: Sân vận động Hà Nam Trọng tài: Ngô Đắc Tiến Trợ lý trọng tài: Lê Thị Hoàng Oanh, Hà Thị Phượng Trợ lý trọng tài: Hà Thị Phượng Trọng tài bàn: Bùi Thị Thu Trang |  |

| Ngày 25 tháng 8 năm 2015 | Phong Phú Hà Nam                                     | 1 - 0    | Mộc Châu Sơn La | Phủ Lý, Hà Nam |  |
| 17:00                    | Trần Thị Duyên (19) 40'' · Trương Thị Dung (12) 66'' | Chi tiết |                 | Sân vận động: Sân vận động Hà Nam Trọng tài: Lê Thị Hoa Trợ lý trọng tài: Đặng Thị Siêm Trợ lý trọng tài: Nguyễn Thị Thu Huyền Trọng tài bàn: Lê Thị Thanh Mai |  |

### Vòng 9
| Ngày 27 tháng 8 năm 2015 | Mộc Châu Sơn La        | 0 - 2    | Than khoáng Sản Việt Nam            | Phủ Lý, Hà Nam |  |
| 15:00                    | Vương Thị Hậu (3) 70’' | Chi tiết | Nguyễn Thị Thúy Hằng (10) 64’' 90’' | Sân vận động: Sân vận động Hà Nam Trọng tài: Bùi Thị Thu Trang Trợ lý trọng tài: Hà Thị Phượng Trợ lý trọng tài: Đặng Thị Siêm Trọng tài bàn: Trần Quốc Thịnh |  |

| Ngày 27 tháng 8 năm 2015 | Thành phố Hồ Chí Minh                              | 0 - 2    | Phong Phú Hà Nam                                                                         | Phủ Lý, Hà Nam |  |
| 17:00                    | Lê Hoài Lương (5) 23’' · Đỗ Thị Thúy Kiều (2) 57’' | Chi tiết | Nguyễn Thị Thùy Dung (21) 71’' · Nguyễn Thị Nụ (27) 78’' · Nguyễn Thị Thúy Vân (11) 30’' | Sân vận động: Sân vận động Hà Nam Trọng tài: Lê Thị Thanh Mai Trợ lý trọng tài: Vũ Thanh Tú Trợ lý trọng tài: Nguyễn Thị Thu Huyền Trọng tài bàn: Ngô Đắc Tiến |  |

### Vòng 10
| Ngày 29 tháng 8 năm 2015 | Thành phố Hồ Chí Minh                                      | 3 - 0    | Mộc Châu Sơn La | Phủ Lý, Hà Nam |  |
| 15:00                    | Lê Hoài Lương (5) 4'' 45’' · Nguyễn Thị Ngọc Giàu (4) 85'' | Chi tiết |                 | Sân vận động: Sân vận động Hà Nam Trọng tài: Ngô Đắc Tiến Trợ lý trọng tài: Nguyễn Thị Thu Huyền Trợ lý trọng tài: Vũ Thanh Tú Trọng tài bàn: Lê Thị Hoa |  |

| Ngày 29 tháng 8 năm 2015 | Than Khoáng Sản Việt Nam                                                                | 3 - 1    | Hà Nội                                                                         | Phủ Lý, Hà Nam |  |
| 17:00                    | Hà Thị Nhài (23) 70'' · Nguyễn Thị Vạn (21) 72'' 90'+1' · Nguyễn Thị Thúy Vân (11) 30’' | Chi tiết | Lê Thị Diễm Mi (3-OG) 11'' · Hoàng Thị Mười (17) 60’' · Cao Thị Hạnh (16) 81'' | Sân vận động: Sân vận động Hà Nam Trọng tài: Lê Thị Thanh Mai Trợ lý trọng tài: Vũ Thanh Tú Trợ lý trọng tài: Nguyễn Thị Thu Huyền Trọng tài bàn: Ngô Đắc Tiến |  |

## Bảng xếp hạng
| Thứ tự | Đội                             | Trận | Thắng | Hòa | Thua | Hiệu số | Điểm |
| 1      | U19 nữ Than Khoáng Sản Việt Nam | 8    | 6     | 2   | 0    | 15/4    | 20   |
| 2      | U19 nữ Hà Nội                   | 8    | 6     | 0   | 2    | 23/8    | 18   |
| 3      | U19 nữ Thành phố Hồ Chí Minh    | 8    | 2     | 3   | 3    | 8/14    | 9    |
| 4      | U19 nữ Phong Phú Hà Nam         | 8    | 2     | 1   | 5    | 6/14    | 7    |
| 5      | U19 nữ Sữa Mộc Châu Sơn La      | 8    | 1     | 0   | 7    | 5/17    | 3    |

## Tổng kết mùa giải
Kết quả chung cuộc
- Đội vô địch: Than Khoáng Sản Việt Nam
- Đội thứ Nhì: Hà Nội
- Đội thứ Ba: Thành phố Hồ Chí Minh
- Đội đoạt giải phong cách: Mộc Châu Sơn La
- Cầu thủ xuất sắc nhất giải: Biện Thị Hằng (13 - Hà Nội)
- Thủ môn xuất sắc nhất giải: Vũ Thị Hồng Nhung (25 - Than Khoáng Sản Việt Nam)
- Cầu thủ ghi nhiều bàn thắng nhất giải: Nguyễn Thị Vạn (21 - Than Khoáng Sản Việt Nam, 9 bàn)